# Кленгель, Иоганн Христиан
Иоганн Христиан Кленгель (нем. Johann Christian Klengel; 5 апреля 1751, Кессельсдорф, ныне в составе Вильсдруфа — 19 декабря 1824, Дрезден) — немецкий живописец, рисовальщик и гравёр. Представитель школы дрезденских романтиков. Отец пианиста Августа Александра Кленгеля.

Родился в семье пивовара. Учился в Дрездене у Христиана Людвига фон Хагедорна, затем у Христиана Готлиба Мича, Христиана Вильгельма Эрнста Дитриха и Бернардо Беллотто. В 1777 году утверждён в звании члена Дрезденской академии художеств. В 1790—1792 годах работал в Италии. С 1800 года профессор пейзажной живописи в Дрезденской академии.

## Галерея

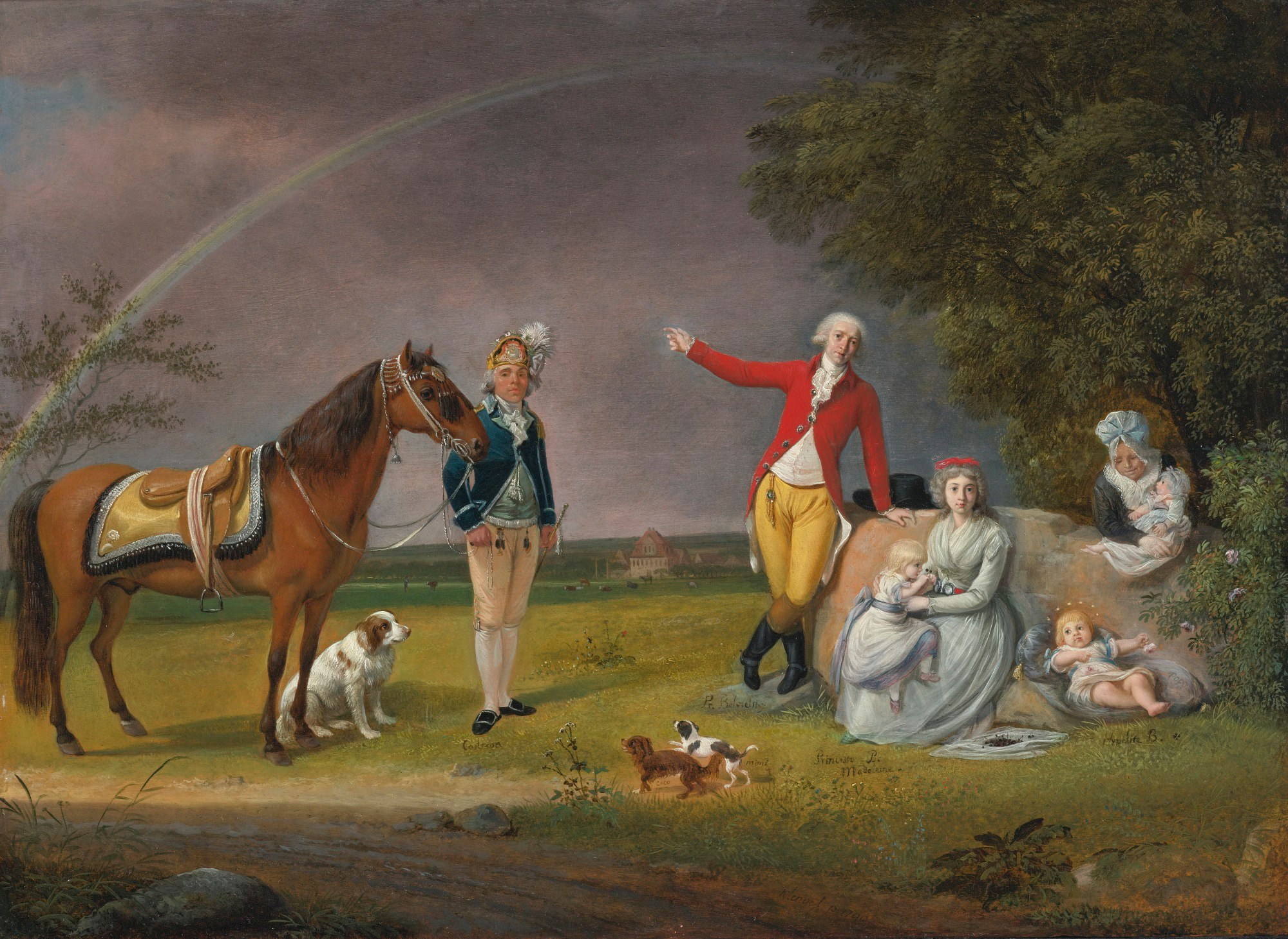
Князь Александр Михайлович Белосельский-Белозельский (1752-1809) с первой женой Варварой Яковлевной, урождённой Татищевой (1764—1792) и детьми. Аукцион Сотбис, 2014.
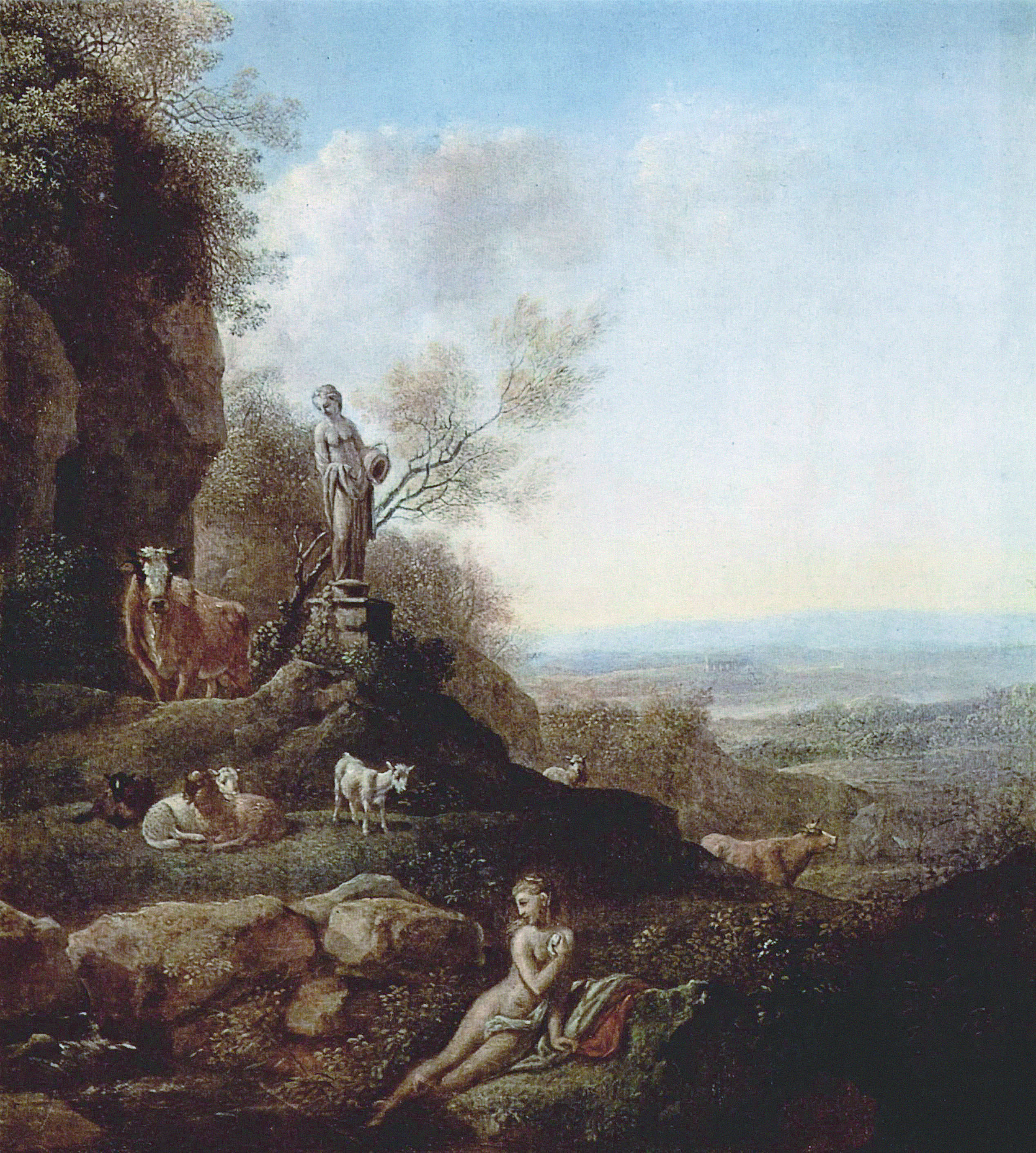
Итальянский пейзаж. Государственный Эрмитаж.
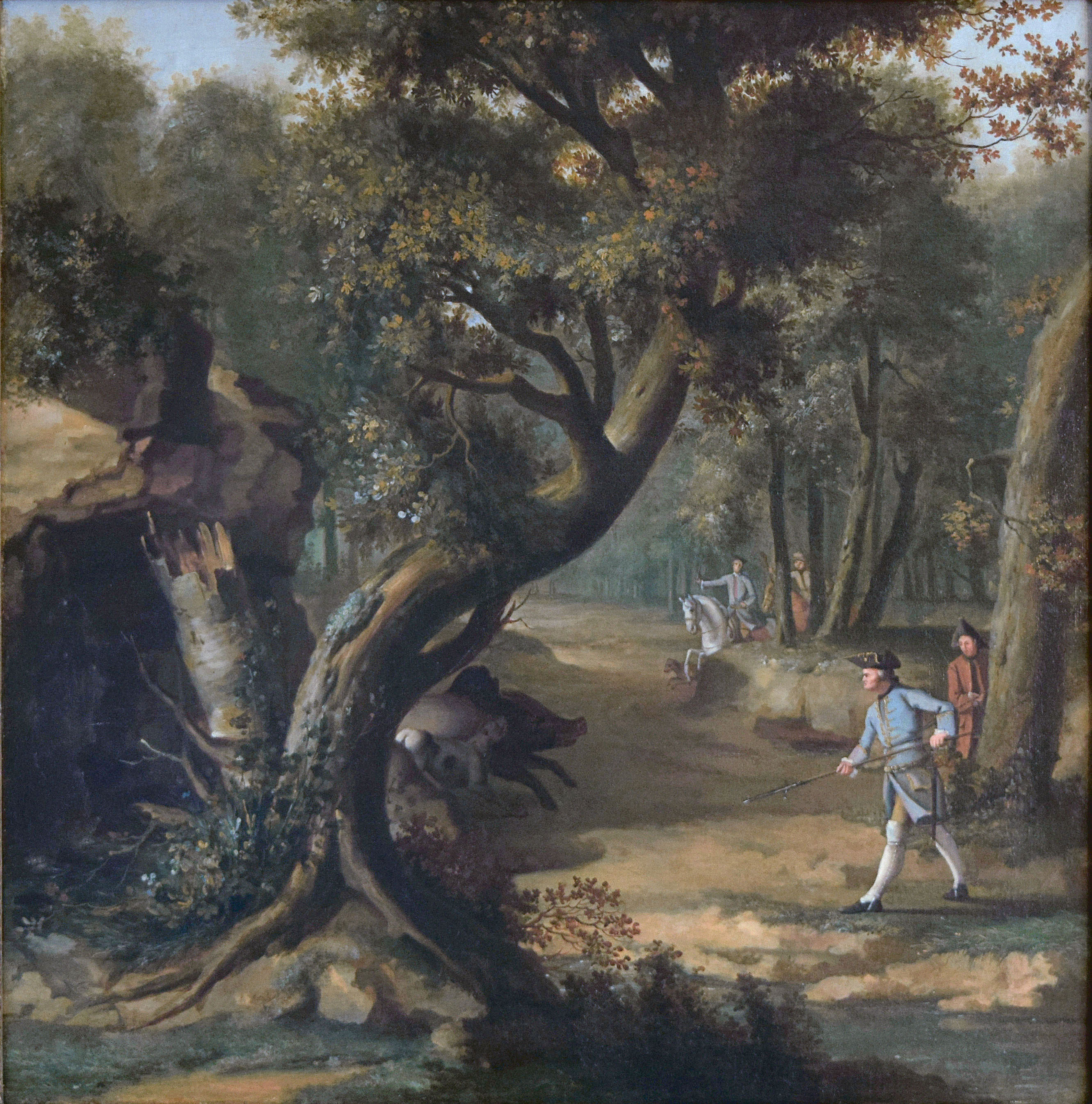
Охота на вепря. Частное собрание.
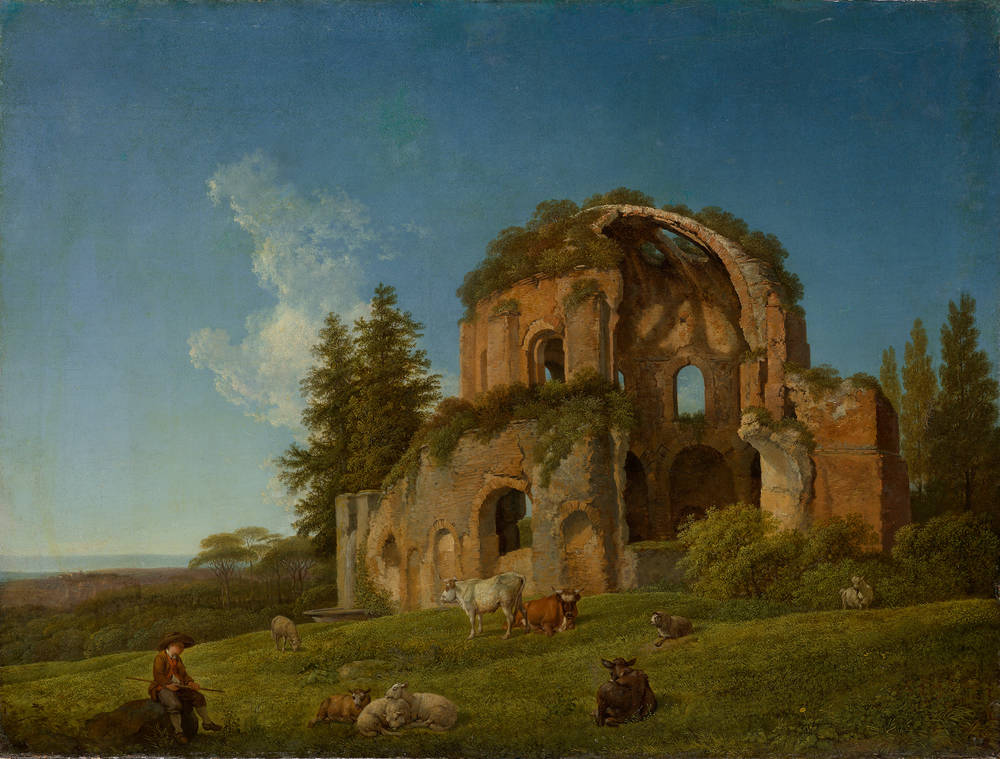
Пейзаж с руинами храма Минервы Целительницы в Риме. Галерея старых мастеров, Дрезден.
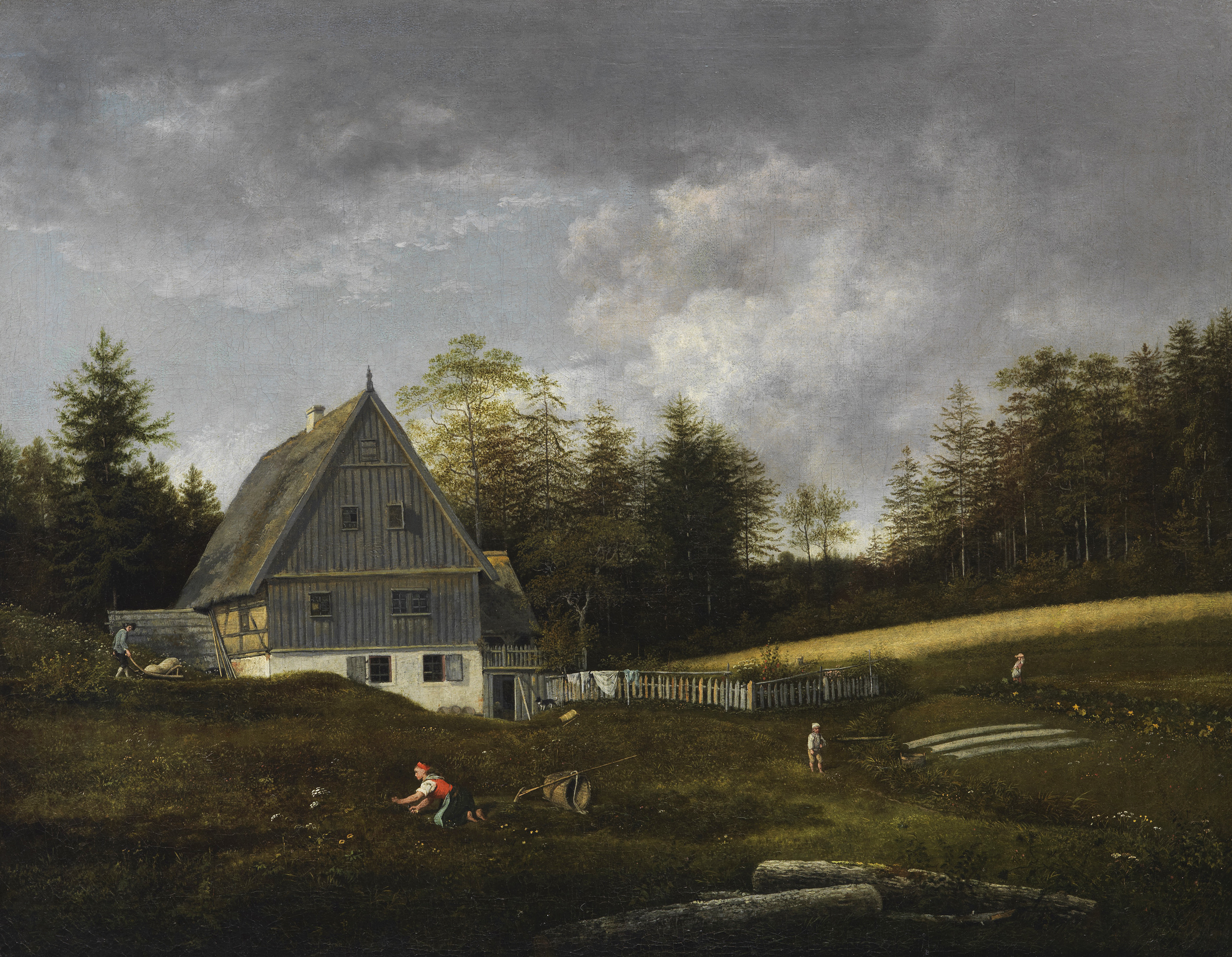
Вид на мельницу в окрестностях Дрездена.
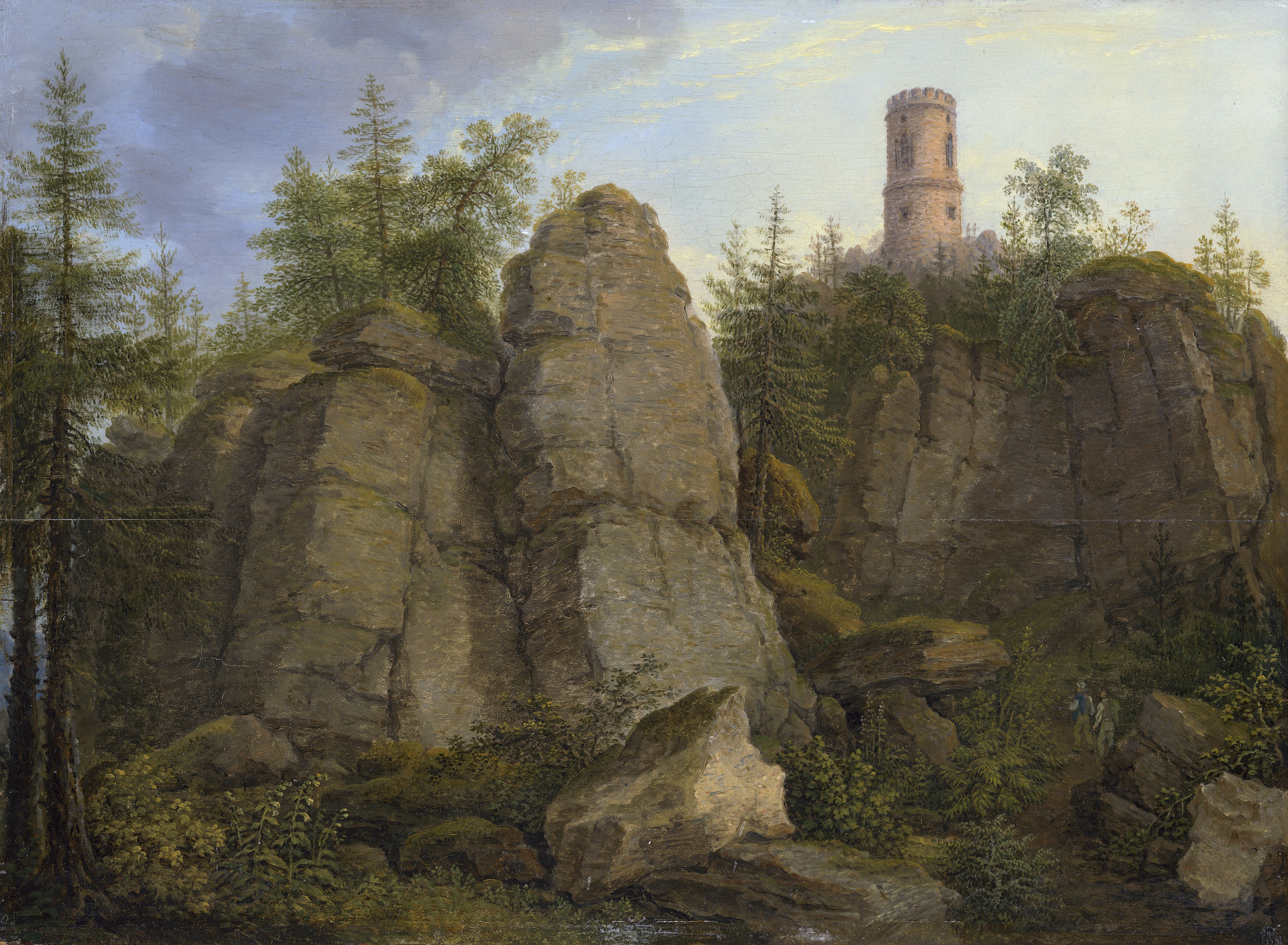
Скалы Клингштайн поблизости от Ауссига-ан-дер-Эльбе.
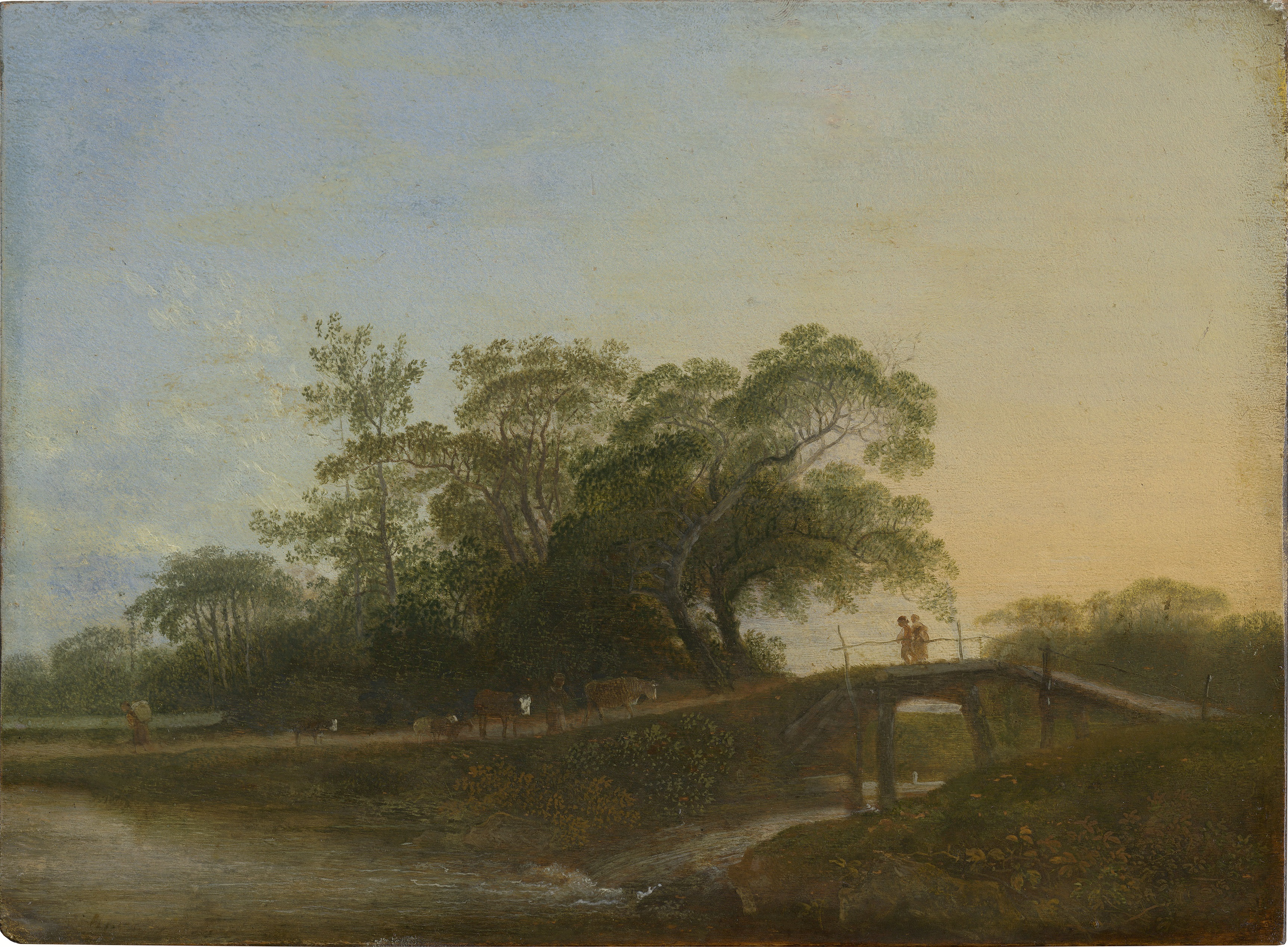
Пейзаж с мостом.
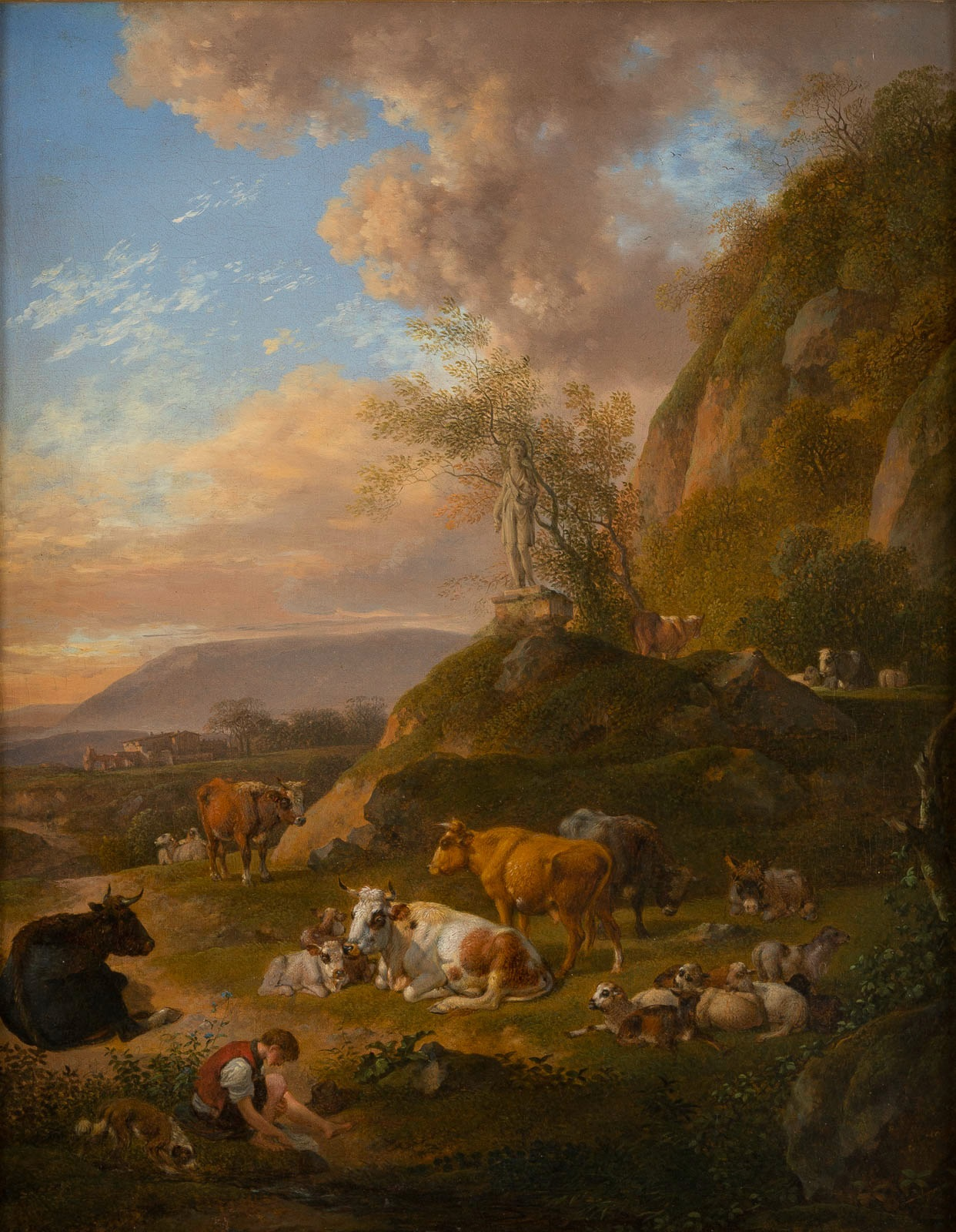
Мальчик-пастух со стадом на холме.
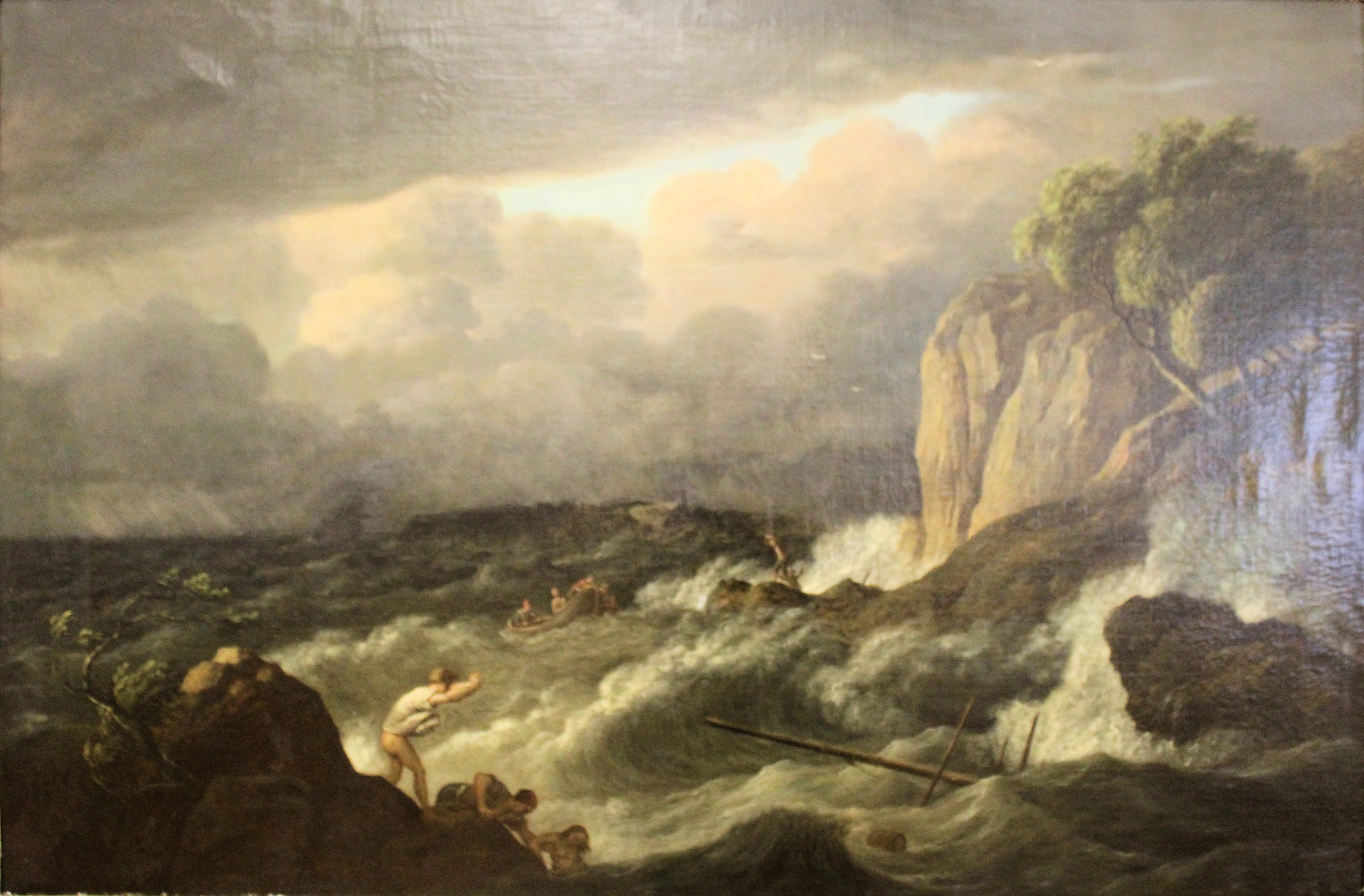
Кораблекрушение.
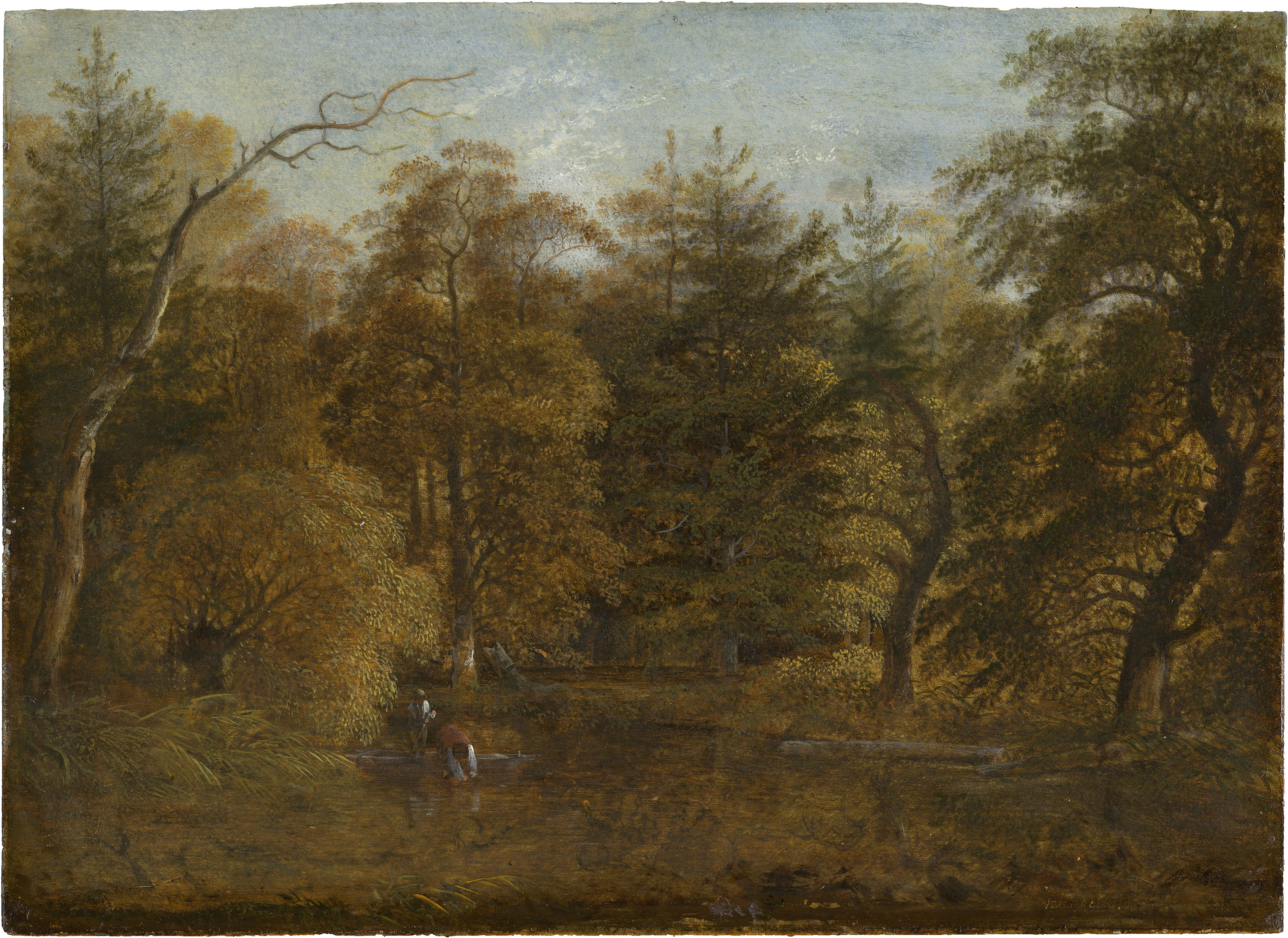
Лесной пруд.
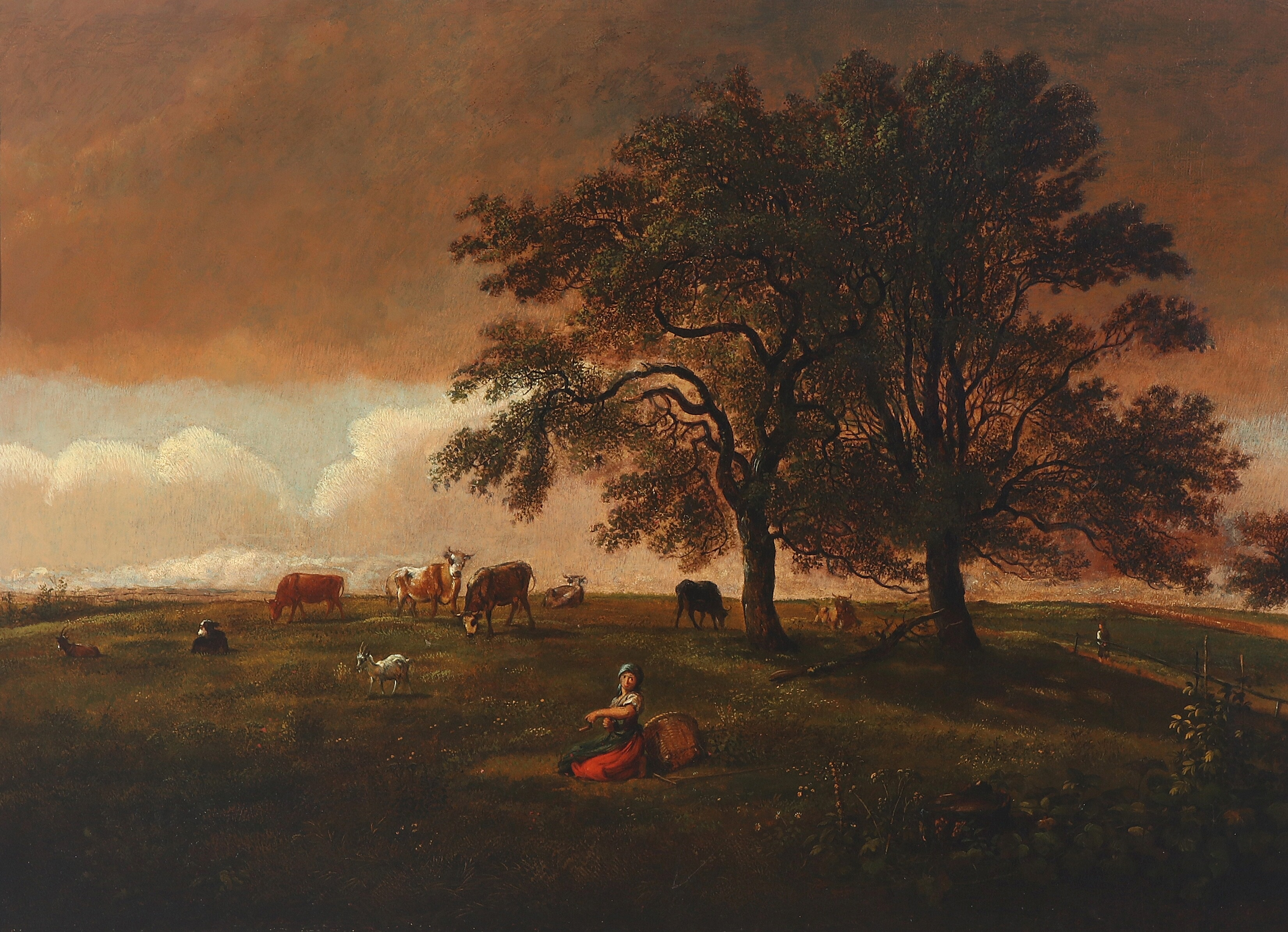
Пейзаж с пастушкой, коровами и козами.
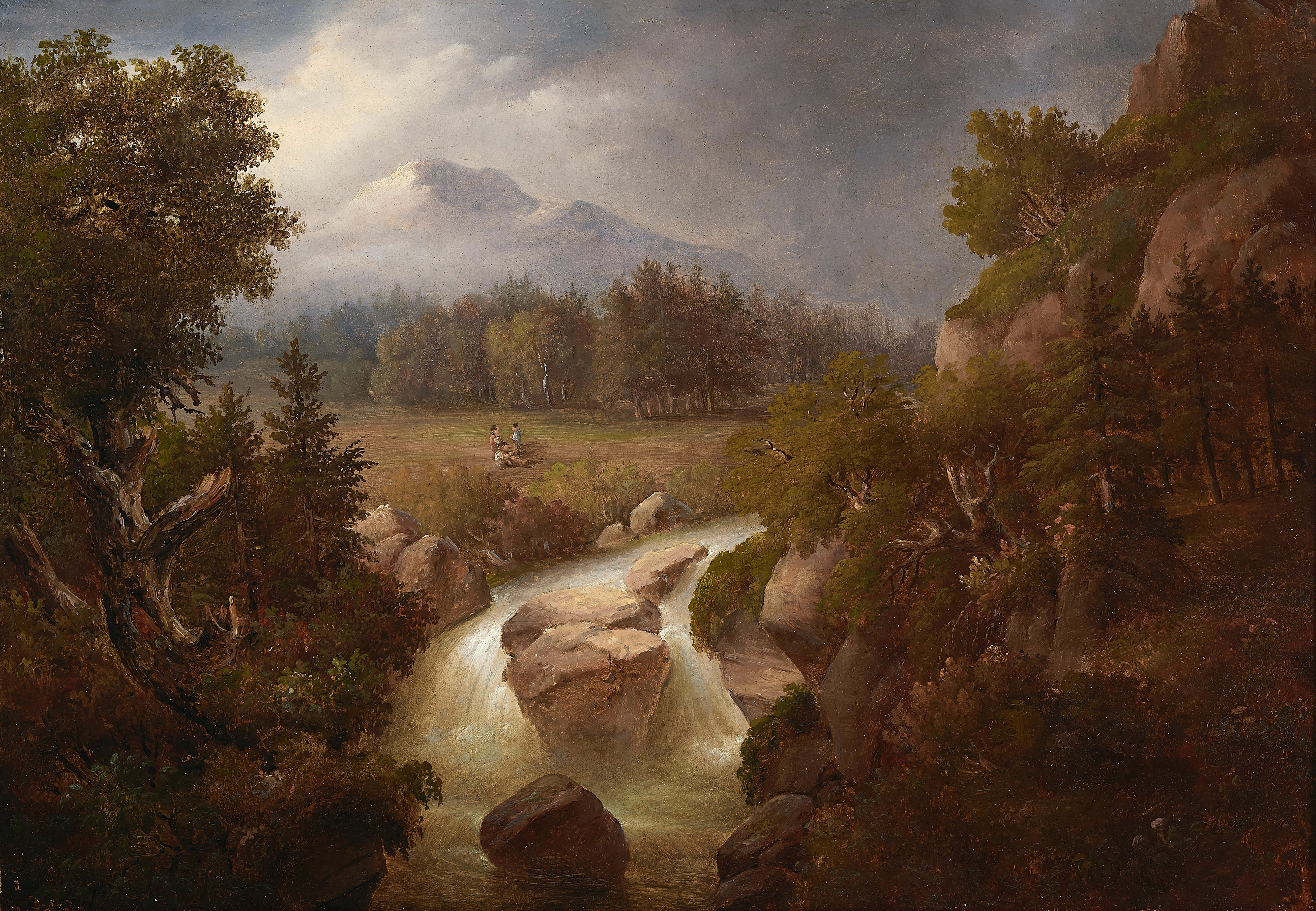
Пейзаж с водопадом.